# 小行星3461
小行星3461（英語：3461 Mandelshtam）是一颗围绕太阳公转的小行星。1977年9月18日，尼古拉·切爾尼赫在克里米亚发现了此天体。
这颗小行星的绝对星等为343.77287等。